# The Rugby Championship 2012
Il Rugby Championship 2012 (in inglese 2012 Rugby Championship) fu la 1ª edizione del torneo annuale di rugby a 15 tra le squadre nazionali di Argentina, Australia, Nuova Zelanda e Sudafrica nonché la 17ª assoluta del torneo annuale internazionale di rugby a 15 dell'Emisfero Sud.
Si tenne dal 18 agosto al 6 ottobre 2012 e fu vinto per l'undicesima volta dalla Nuova Zelanda.
A seguito di accordi commerciali di sponsorizzazione, in Australia il torneo fu noto come 2012 Castrol Edge Rugby Championship dal nome dell'olio motore Edge di proprietà della britannica Castrol; in Nuova Zelanda come 2012 Investec Rugby Championship dal gruppo bancario anglo-sudafricano Investec e, in Sudafrica, come 2012 Castle Rugby Championship dal marchio di birra Castle Lager di South African Breweries.
Detti tre contratti risalivano a prima dell'estensione del torneo; l'Argentina, più recente acquisizione della competizione, siglò un accordo di partnership con la compagnia telefonica Personal, filiazione di Telecom Argentina, e il torneo nel Paese sudamericano fu commercializzato con il nome 2012 Personal Rugby Championship.
L'anno prima il comitato organizzatore del torneo, SANZAR, decretò l'estensione dello stesso anche all'Argentina e ne accolse nel coordinamento la relativa federazione.
Il nome del consorzio cambiò così da SANZAR a SANZAAR (in inglese South Africa, New Zealand, Australia and Argentina Rugby).
Grazie al numero minimo di quattro squadre fu possibile organizzare il torneo su giornate in cui le quattro contendenti si affrontarono due a due.
Gli All Blacks si aggiudicarono il primo titolo del nuovo Championship, e undicesimo totale, con più di una partita d'anticipo sulla fine del torneo: a metà del primo tempo del penultimo turno contro l'Argentina, infatti, già avevano messo a segno il punto di bonus che dava la matematica certezza della conquista finale, e terminarono il torneo con sei vittorie su altrettanti incontri.
Il valore delle marcature, come stabilito dall’IRFB nel 1992, era: 5 punti per ciascuna meta (7 se trasformata), 3 punti per la realizzazione di ciascun calcio piazzato, idem per il drop.

## Nazionali partecipanti e sedi
| Squadra       | Città                                | Impianto interno                                                                |
| ------------- | ------------------------------------ | ------------------------------------------------------------------------------- |
| Argentina     | La Plata Mendoza Rosario             | Stadio Città di La Plata Stadio Malvinas Argentinas Stadio Lisandro de la Torre |
| Australia     | Gold Coast Subiaco Sydney            | Robina Stadium Subiaco Oval Stadium Australia                                   |
| Nuova Zelanda | Auckland Dunedin Wellington          | Eden Park Forsyth Barr Stadium Regional Stadium                                 |
| Sudafrica     | Città del Capo Johannesburg Pretoria | Newlands Stadium Soweto Soccer City Stadium Stadio Loftus Versfeld              |

## Risultati

### 1ª giornata
| Arbitro: | Alain Rolland |

|                          |      |                                  |
| Sharpe 38’               | mt   | 12’ Dagg 32’ Jane                |
| Barnes 38’               | tr   | 13’ Carter                       |
| Barnes 2’, 44’, 49’, 75’ | c.p. | 10’, 19’, 47’, 62’, 80+2’ Carter |

| Arbitro: | Steve Walsh |

|                                     |      |                         |
| Kirchner 17’ Coetzee 28’ Habana 57’ | mt   |                         |
| M. Steyn 17’, 28’, 57’              | tr   |                         |
| M. Steyn 4’, 25’                    | c.p. | 14’, 31’ J.M. Hernández |

### 2ª giornata
| Arbitro: | Nigel Owens |

|                                |      |  |
| Dagg 45’                       | mt   |  |
| Carter 45’                     | tr   |  |
| Carter 25’, 29’, 38’, 42’, 48’ | c.p. |  |

| Arbitro: | Steve Walsh |

|                            |      |                        |
| S. Fernández 16’           | mt   | 64’ F. Steyn           |
| M. Rodríguez 16’           | tr   | 64’ M. Steyn           |
| M. Rodríguez 11’, 35’, 50’ | c.p. | 32’, 48’, 53’ M. Steyn |

### 3ª giornata
| Arbitro: | Nigel Owens |

|                                |      |                                    |
| Higginbotham 55’ Alexander 69’ | mt   | 20’ Habana                         |
| Barnes 55’, 69’                | tr   | 21’ M. Steyn                       |
| Barnes 18’, 29’, 48’, 63’      | c.p. | 4’, 68’ M. Steyn 25’, 60’ F. Steyn |

| Arbitro: | Romain Poite |

|                       |      |             |
| J. Savea 66’ Jane 72’ | mt   | 13’ Roncero |
| Cruden 72’            | tr   |             |
| Cruden 10’, 25’, 52’  | c.p. |             |

### 4ª giornata
| Arbitro: | Wayne Barnes |

|                           |      |                                 |
| McCabe 59’ D. Ioane 69’   | mt   | 48’ Leonardi 50’ Farías Cabello |
| Barnes 59’, 69’           | tr   |                                 |
| Barnes 24’, 48’ Beale 78’ | c.p. | 2’, 28’, 56’ J.M. Hernández     |

| Arbitro: | George Clancy |

|                       |      |                         |
| Dagg 18’ A. Smith 59’ | mt   | 47’ Habana              |
| Cruden 59’            | tr   |                         |
| Cruden 51’, 74’, 80’  | c.p. | 17’ M. Steyn 69’ Goosen |

### 5ª giornata
| Arbitro: | Alain Rolland |

|                                            |      |            |
| Kirchner 21’ Habana 28’, 60’, 78’ Louw 53’ | mt   | 65’ Harris |
| R. Pienaar 21’, 28’, 60’                   | tr   |            |
|                                            | c.p. | 34’ Beale  |

| Arbitro: | Jaco Peyper |

|                        |      |                                                            |
| Landajo 7’ Camacho 47’ | mt   | 15’ A. Smith 22’, 50’, 79’ Jane 30’, 38’ J. Savea 58’ Nonu |
| J.M. Hernández 47’     | tr   | 15’, 22’, 38’ Carter 58’, 79’ Cruden                       |
| J.M. Hernández 26’     | c.p. | 19’, 28’ Carter 65’ Cruden                                 |

### 6ª giornata
| Arbitro: | Alain Rolland |

|                              |      |                                                  |
| Habana 13’                   | mt   | 26’ Whitelock 33’ A. Smith 41’ Nonu 54’ C. Smith |
| Goosen 13’                   | tr   | 33’, 41’, 54’ Carter                             |
| Goosen 23’ Jantjies 37’, 40’ | c.p. | 72’ Carter                                       |
|                              | drop | 64’ Carter                                       |

| Arbitro: | Craig Joubert |

|                                        |      |                                   |
| Imhoff 76’                             | mt   | 63’ D. Ioane                      |
| Bosch 76’                              | tr   | 63’ Harris                        |
| J.M. Hernández 10’, 15’, 28’ Bosch 61’ | c.p. | 2’, 7’, 13’, 23’, 26’, 73’ Harris |

## Classifica
| Pos | Squadra       | G | V | N | P | PF  | PS  | DP   | BMP | Pt |
| --- | ------------- | - | - | - | - | --- | --- | ---- | --- | -- |
| 1   | Nuova Zelanda | 6 | 6 | 0 | 0 | 177 | 66  | +111 | 2   | 26 |
| 2   | Australia     | 6 | 3 | 0 | 3 | 101 | 137 | −36  | 0   | 12 |
| 3   | Sudafrica     | 6 | 2 | 1 | 3 | 120 | 109 | +11  | 2   | 12 |
| 4   | Argentina     | 6 | 0 | 1 | 5 | 80  | 166 | −86  | 2   | 4  |